# Oberlauter
Oberlauter ist ein Gemeindeteil und der Sitz der Gemeindeverwaltung von Lautertal im oberfränkischen Landkreis Coburg.

## Geographie
Das Kirchdorf liegt etwa sechs Kilometer nordöstlich von Coburg an der Lauter (auch als Lauterbach bezeichnet). Durch Oberlauter führt die Kreisstraße CO 27, ehemals Bundesstraße 4. Gemeindeverbindungsstraßen nach Moggenbrunn und Fornbach zweigen von der Kreisstraße ab.

## Geschichte
Oberlauter geht auf einen Reichshof, einen Hof in königlichem Besitz, zurück, der in einen unteren und oberen Hof geteilt wurde, aus denen Unterlauter und die Nebensiedlung Oberlauter hervorgegangen sind. Der befestigte Stützpunkt lag wohl oberhalb vom Dorf. In einer Urkundennachschrift von 1075 sind „Herrenhöfe zu Luter“ belegt. 1252 wurde der Ort als „nider Luter“ erwähnt. Nach Schneier wurde Oberlauter 1340 erstmals urkundlich genannt.
Das Kloster Mönchröden kam mit seiner Gründung im Jahr 1149 durch Hermann Sterker, Burggraf von Meißen, zu Besitz im Ort. Anfang des 14. Jahrhunderts lag Oberlauter im Herrschaftsbereich der Henneberger. 1353 kam der Ort mit dem Coburger Land im Erbgang zu den Wettinern und war somit ab 1485 Teil des Kurfürstentums Sachsen, aus dem später das Herzogtum Sachsen-Coburg hervorging.

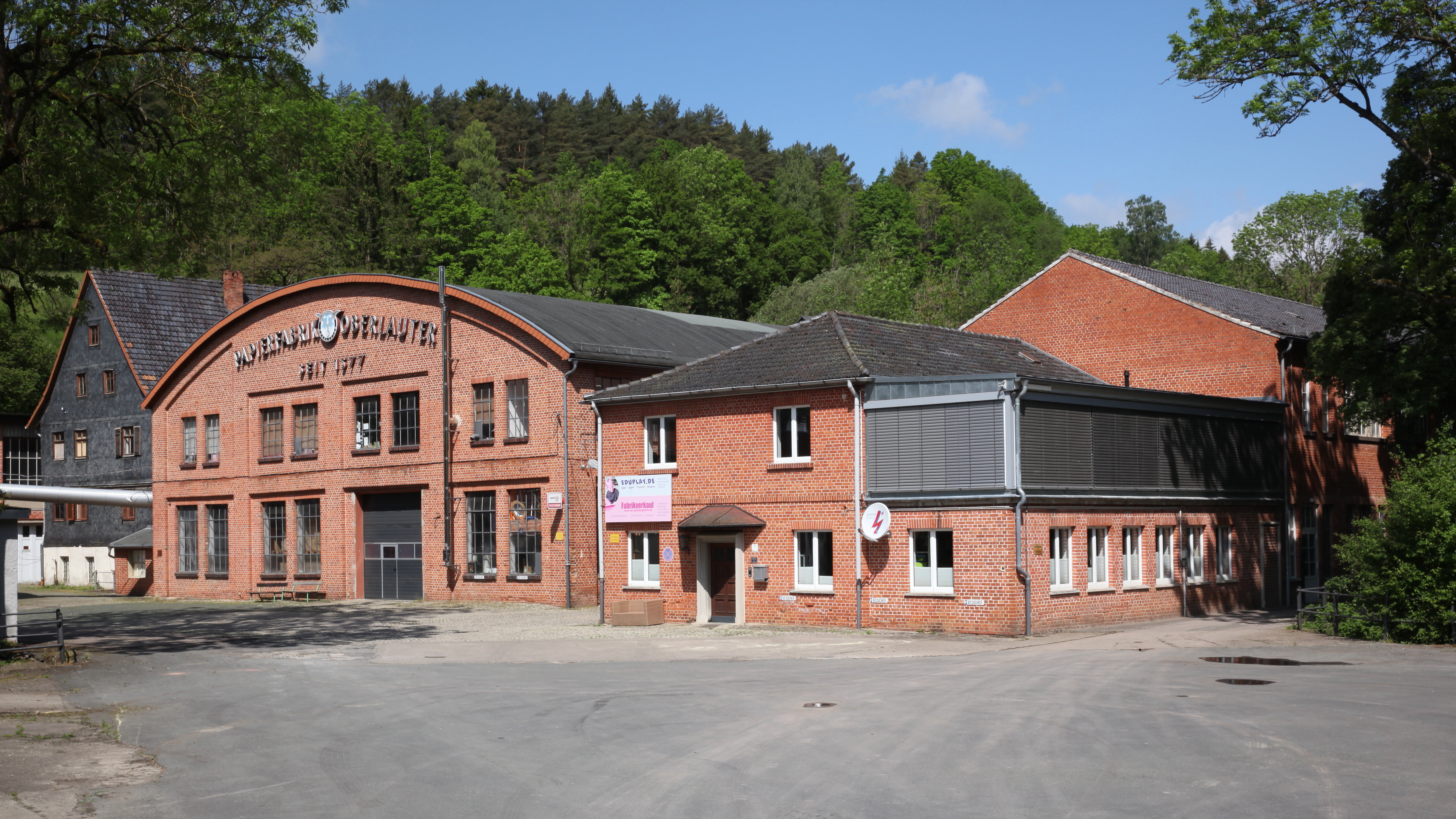
Papierfabrik Oberlauter

Um 1618 gab es in Oberlauter 18 Güter und eine Sölde. Im Jahr 1445 lebten 18, 1508 26 und 1618 38 wehrfähige Männer in Oberlauter. Nach dem Dreißigjährigen Krieg waren es im Jahr 1650 19 wehrfähige Männer und es existierten noch 19 Häuser. Im Jahr 1340 gab es in Oberlauter fünf Mühlen, im 20. Jahrhundert waren es sieben. Aus der Papiermühle von 1577 in Obergebau, einer Ansiedlung oberhalb von Oberlauter, ging eine Papierfabrik hervor, die von 1774 bis 1923 Eigentum der Familie Axmann war. Die Märbelmühle wurde im Coburger Naturkundemuseum wieder aufgebaut.
1849/50 wurde die Lehnsherrschaft aufgelöst. Das erste eigene Schulhaus wurde 1889 an Stelle einer alten Wegkapelle, in der 1866 eine Schmiede war, errichtet. 90 Kinder besuchten damals die Schule. Zuvor gingen die Kinder in Unterlauter zur Schule. Ab 1955 wurde das Gebäude als Gemeindehaus genutzt.
Eine Viehzählung ergab im Jahr 1905 26 Pferde, 267 Rinder und 273 Schafe. Der Stromlieferant war ab 1914 das Elektrizitätswerk Max Liebermann in der Unterlauterer Obermühle und ab 1921 das Coburger Überlandwerk.
Die US-amerikanischen Truppen rückten, von Moggenbrunn kommend, am 10. April 1945 gegen 10 Uhr in Oberlauter ein.
1953 trat die Gemeinde dem Zweckverband für die Wasserversorgung der Lautergrundgemeinden bei. Die Ringwasserversorgung wurde 1965 eingeweiht. Der Zweckverband zur Abwasserbeseitigung Lautergrund mit der Gemeinde Unterlauter wurde 1961 gegründet. Die Inbetriebnahme der Kanalisation im Trennsystem und der Kläranlage erfolgte 1964.
An der Ortsgrenze zwischen Oberlauter und Unterlauter entstand Anfang der 1960er Jahre eine gemeinsame achtklassige Volksschule der beiden Gemeinden, die im Januar 1963 eingeweiht wurde. 1965 wurden die Schulbezirke Neunkirchen-Tiefenlauter und Rottenbach-Tremersdorf einbezogen. 1968 gründeten die sechs Gemeinden den Schulverband Lautergrund.
Am 4. Mai 1969 stimmten in Oberlauter von 616 Wahlberechtigten 189 für und 227 gegen den Zusammenschluss mit Unterlauter, Tiefenlauter und Neukirchen. In den vier Orten waren insgesamt 68 Prozent der Wähler für den Zusammenschluss. Mit Wirkung zum 1. Juli 1969 wurde Oberlauter gemäß einem Erlass des Bayerischen Staatsministeriums des Innern mit den Gemeinden Neukirchen, Unterlauter und Tiefenlauter zur neuen Gemeinde Lautertal zusammengelegt. Der Ort entwickelte sich vom Bauerndorf zur Wohngemeinde.

## Einwohnerentwicklung
| Jahr | Einwohnerzahl |
| ---- | ------------- |
| 1740 | 215           |
| 1851 | 321           |
| 1910 | 415           |
| 1933 | 486           |
| 1939 | 521           |
| 1950 | 809           |
| 1970 | 928           |
| 1987 | 994           |
| 2004 | 928           |
| 2021 | 1661          |

## Sehenswürdigkeiten

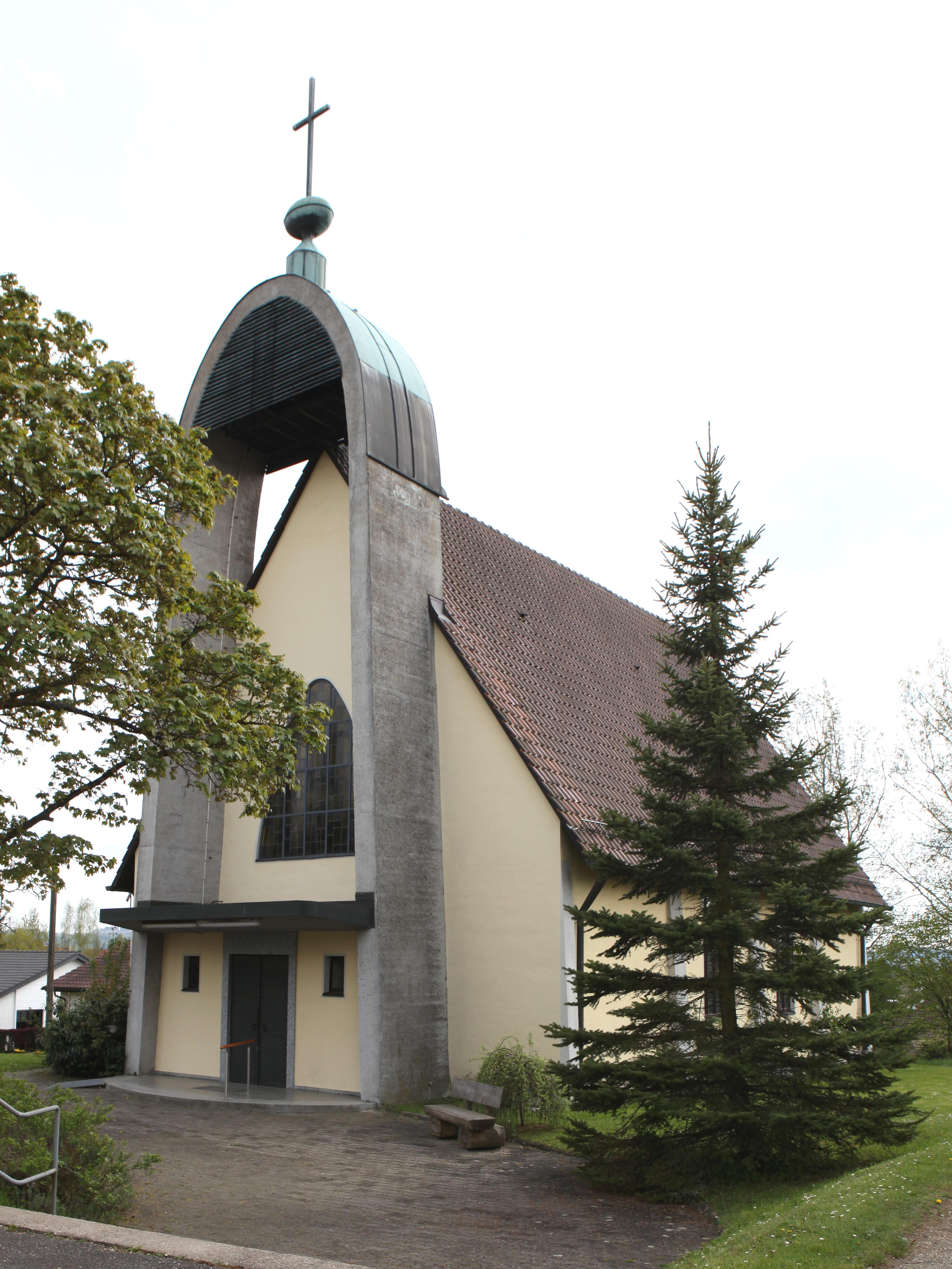
St. Bonifaz

Die katholische Kirche St. Bonifaz wurde nach Plänen des Coburger Architekten Josef Rauschen errichtet. Die Grundsteinlegung war am 15. Juli 1956 und die Kirchweihe am 25. August 1957. Hinter dem Altar befindet sich ein Christusbild in einem großen parabelförmigen Glasfenster der Coburger Kunstglasmalerei Bringmann und Schmidt.

## Sohn des Ortes
Der Organist, Geiger und Komponist Johann Schneider wurde 1702 in Oberlauter als Sohn eines Müllers geboren. Seine erste musikalische Ausbildung in Gesang, Geige und Orgel erhielt er vom Unterlauterer Kantor Nicolaus Müller.